# Синагога Магаршала
Синагога Магаршала или Большая синагога в Люблине (מהרשל־שול) — несуществующая синагога, ранее находившаяся в Люблине (Польша) и разрушенная в годы Второй мировой войны немецкими оккупационными войсками во время ликвидации еврейского квартала в Люблине. Синагога располагалась на северной стороне люблинского замкового холма. Названа именем люблинского раввина Соломона Лурии, имевшего прозвище Магаршал. До своего разрушения синагога Магаршала вместе с синагогами Магарама и Шиве Крием образовывала значительный единый синагогальный комплекс.

## История
Синагога была построена около 1567 года благодаря привилея, данного люблинской еврейской общине польским королём Сигизмундом II Августом. Земельный участок для синагоги подарил Исаак Майя. Еврейская община также получила право организовать в здании будущей синагоги первую люблинскую иешиву, которая впоследствии приобрела известность среди европейских евреев.
В конце XVI — начале XVII века к южной стене синагоги было пристроено помещение меньшего объёма для субботних молитв, которая стала называться синагогой Магарама. Обе синагоги одновременно вмещали до 3 тысяч человек. В это же время в синагоге было оборудовано небольшое помещение для арестованных, обвинявшихся в преступлениях против еврейской общины и иудаизма. Это помещение в XIX веке было перестроено в синагогу Шиве Крием.
В 1655 году синагога была сожжена казаками, захватившими Люблин. Синагога была быстро восстановлена, но в ней уже с этого времени не располагалась иешива. Восстановление было настолько скорым, что привело к саморазрушению здания в 1854 году. В ночь на Йом-Киппур обрушились перекрытия синагоги. В 1866 году завершился капитальный ремонт синагоги, которая приобрела архитектурные элементы барокко. От старого здания сохранились только внутренняя отделка стен и синагогальный ковчег.
В первой четверти XX века начался очередной длительный ремонт синагоги, который не был закончен из-за начала Второй мировой войны. В это же время синагога по старой еврейской традиции была местом, где принимались важные для еврейской общины решения.
После оккупации Люблина по решению оккупационных властей синагога была закрыта для отправления религиозного культа. В ней был размещён благотворительный центр помощи нуждающимся. В марте — апреле 1942 года немцы разрушили внутренний интерьер синагоги и использовали здание в качестве сборного пункта, где формировался транспорт в концентрационный лагерь в Белжце. После ликвидации Люблинского гетто синагога Магаршала была разрушена.
После окончания Второй мировой войны руины синагоги и частично сохранившаяся бима простояли несколько лет и были полностью разобраны в 1954 году для строительства через них Аллеи тысячелетия.
В настоящее время о существовании синагоги Магаршала напоминает гранитная мемориальная табличка, которая укреплена на стене здания, стоящего сегодня на месте бывшей синагоги.
От бывшей синагоги сохранился только бархатный парохет размером 180 на 120 сантиметров, созданный в 1925—1926 году. В настоящее время он используется в синагоге в Бельско-Бяле.